# Франко Алфано
Франко Алфано (итал. Franco Alfano; Посилипо крај Напуља, 8. март 1875 — Санремо, 27. октобар 1954) је био италијански композитор и пијаниста.

## Биографија
Рођен је у месту Посилипо крај Напуља. Музичко образовање је стекао на Конзерваторијуму Сан Пјетро а Мајела у Напуљу (Conservatiorio di San Pietro a Maiella), а 1895. одлази на Конзерваторијум у Лајпцигу. Већ следеће године је започео каријеру као пијаниста у Берлину. Тада компонује прву своју оперу „Миранда”, која никада није издата и изведена, а две године касније и „Извор Еншира”. 1900. одлази у Париз где пише балете за Фоли-Бержер. У том периоду гледа и гостовање позоришне трупе из Москве, који изводе драму „Васкрсење” према истоименом роману Лава Толстоја. Тема га заокупља и већ 1904. је написао оперу за коју је либрето написао његов пријатељ, новинар, Чезаре Анау (Cesare Hanau). Опера „Васкрсење” доживљава велики успех и изводи се на многим оперским сценама широм света.
1914. се враћа у Италију где се запошљава као професор композиције у Болоњи. Са тог места даље прелази на друга места у италијанском музичком животу: од 1923. до 1939. је директор Конзерваторијума Ђузепе Верди у Торину; од 1940. до 1942. интендант Teatra Massimo у Палерму; од 1942. до 1947. директор Опере Академије Санта Чечилија у Риму; а након тога, до 1950, директор Конзерваторијума Ђоакино Росини у Пезару. У то време је написао још седам опера.
Након смрти Ђакома Пучинија, диригент, и Пучинијев зет, Артуро Тосканини даје Алфану да заврши Пучинијеву оперу „Турандот” на основу композиторових скица. Алфано се прихвата посла и пише завршни дует и финале опере. Тим делом Тосканини није био задовољан и сâм је прерадио Алфанову музику.
Алфано је умро 1954. године у Санрему.

## Опус

### Опере
- Миранда (Miranda – није изведена) 1896.
- Извор Еншира (La Fonte di Enschir), опера у два чина – 1898, Вроцлав
- Васкрсење (Risurrezione), драма у четири чина – 30. новембар 1904, Торино
- Принц Зилаха (Il principe di Zilah), драма у два чина са прологом и епилогом – 3. фебруар 1909. Ђенова
- Сенка Дон Ђованија (L'ombra di Don Giovanni), драма у три чина – 1914. Милано
- Легенда о Сакунтали (La leggenda di Sakúntala), опера у три чина – 10. децембар 1921. Болоња
[нотни материјал ове опере је уништен у II светском рату, па је Алфано написао нову верзију према својим скицама и сећању 1952. под именом ]
- , музичка комедија у једном чину – 1927. Торино
- Последњи Лорд (L'ultimo Lord), опера у три чина – 1930. Напуљ
- Сирано де Бержерак (Cyrano de Bérgerac), херојска комедија у четири чина – 22. јануар 1936. Рим
- Доктор Антонио (Il Dottor Antonio), опера у три чина – 30. април 1949. Рим
- Каваљери и лепотица (I cavalieri e la bella – недовршена)

### Балети
- Лоренца (Lorenza) – 1901. Париз
- Напуљ (Napoli) – 1901. Париз
- Везув (Vesuvius)

### Оркестарска музика
- 2 Симфоније (Прву је накнадно прерадио под именом Sinfonia classica)
- Игра и финале Сакунтале (Danza e finale di Sakuntala)
- Романтична свита (Suita romantica)
- Игра за оркестар (Una danza per orchestra)
- Дивертименто за мали оркестар са клавиром obbligato (Divertimento per piccola orchestra coll piano obbligato)

### Песме
- -{È giunto il nostro ultimo autunno
- Cinque nuove liriche tagiorane
- Nuove liriche tagiorane
- Tre liriche
- Tre poemi di Rabindranath Tagore
- Himno al libertador Simón Bolivar per voci unisone ed orchestra}-